# Aleksander Tõnisson
Aleksander Tõnisson (ur. 17 kwietnia 1875, zm. 30 czerwca 1941 w Tallinnie) – estoński wojskowy, generał, jeden z dowódców estońskich sił zbrojnych podczas wojny o niepodległość Estonii.

## Życiorys
Syn właściciela chutoru, brat dziennikarza i polityka Jaana Tõnissona. Służył w armii Imperium Rosyjskiego, dosłużył się do 1917 r. stopnia pułkownika. Wiosną 1917 r. został dowódcą estońskiego pułku narodowego w armii rosyjskiej, formowanego za zgodą rosyjskiego Rządu Tymczasowego, po nadaniu 30 marca 1917 r. autonomii guberni estońskiej. Do lipca 1917 r. pułk liczył osiem tysięcy estońskich ochotników. Jesienią 1917 r. 1 Estoński Pułk stacjonował w Haapsalu. 

### Udział w wojnie o niepodległość Estonii
Aleksander Tõnisson zwalczał w pułku bolszewickich agitatorów, a w momencie wybuchu rewolucji październikowej rozpędził działającą w Haapsalu radę delegatów robotniczych i żołnierskich. W ten sposób miasto, w odróżnieniu od szeregu innych ośrodków miejskich Estonii – w tym Tallinna, Tartu, Narwy i Rakvere – nie zostało natychmiast po przewrocie w Piotrogrodzie opanowane przez bolszewików. Jednak 3/16 listopada posłuszeństwo Tõnissonowi wypowiedziały dwie roty pułku estońskiego, do bolszewików przyłączyli się również stacjonujący w mieście marynarze i żołnierze 471 pułku piechoty. Tõnisson zdołał zbiec z miasta. Udał się do Tartu, gdzie spodziewał się zastać lojalny wobec estońskich działaczy narodowych Estoński Pułk Zapasowy. Na miejscu został jednak aresztowany przez miejscowych bolszewików (faktyczną władzę w mieście sprawowała już rada delegatów robotniczych i żołnierskich), a z żołnierzy pułku zapasowego tylko 1/3 była zdecydowana czynnie stanąć po stronie narodowego rządu Estonii i została szybko rozproszona.
W warunkach demobilizacji armii carskiej i trwającej walki o władzę między bolszewikami a estońskim ruchem narodowym Estońska Rada Narodowa w końcu 1917 r. przystąpiła do tworzenia estońskich sił zbrojnych. Do końca stycznia 1918 r. powstała 1 Estońska Dywizja, złożona z 4 pułków piechoty, pułku kawalerii, brygady artylerii, kompanii technicznej i jednostek zapasowych. Aleksander Tõnisson, który w międzyczasie odzyskał wolność, został zastępcą dowódcy dywizji (głównodowodzącym mianowano płk. Johana Laidonera). Równolegle z armią regularną powstawała paramilitarna estońska Samoobrona (Omakaitse), tworzona przez Johana Pitkę.     
W momencie wybuchu wojny estońsko-bolszewickiej w listopadzie 1918 r. (po wycofaniu się Niemców, zajmujących ziemie estońskie po traktacie brzeskim) Aleksander Tõnisson dowodził estońskim garnizonem Narwy. Wojna rozpoczęła się od uderzenia Armii Czerwonej na to właśnie miasto. 28 listopada 1918 r.  Tõnisson, wobec znacznej przewagi liczebnej przeciwnika i perspektywy otoczenia miasta, wycofał się razem ze swoimi jednostkami z Narwy. Dzień później w Narwie proklamowano powstanie Estońskiej Komuny Ludu Pracującego; Armia Czerwona kontynuowała marsz na zachód.
23 grudnia 1918 r., po reorganizacji estońskich sił zbrojnych, liczących już dwie dywizje, Aleksander Tõnisson został mianowany dowódcą 1 Estońskiej Dywizji i zarazem północnego, viruskiego odcinka frontu. W grudniu otrzymał również awans na stopień generała jako jeden z trzech pierwszych oficerów w armii estońskiej (obok Andresa Larki i Ernsta Põddera). Jednostki 1 Estońskiej Dywizji na początku 1919 r. odparły bolszewickie natarcie na Kehrę i Aidu, powstrzymując marsz na Tallinn. W maju 1919 r. jednostki dowodzonej przez Tõnissona dywizji wzięły udział w nieudanej ofensywie białego rosyjskiego Korpusu Północnego z terytorium Estonii na Piotrogród. W grudniu tego samego roku z powodzeniem bronił linii rzeki Narwy przed ostatnią w czasie wojny o niepodległość Estonii ofensywą Armii Czerwonej. 31 grudnia 1919 r. zawarte zostało estońsko-radzieckie zawieszenie broni. 

### Dalsza działalność
W 1920 r. wszedł do rządu Jaana Tonissona jako minister wojny. Współtworzył estońską politykę obronną po wojnie i uznaniu niepodległości. Stanowisko estońskiego ministra wojny pełnił jeszcze w latach 1932–1933. Następnie po odejściu z armii był merem Tartu i Tallinna.
Za swoje zasługi z okresu wojny o niepodległość Estonii otrzymał majątek Edis w rejonie Jõhvi we wschodniej części kraju. Tam też został aresztowany w 1940 r., po aneksji Estonii do ZSRR. W czerwcu 1941 r. został rozstrzelany przez NKWD w więzieniu Patarei w Tallinnie.  

## Upamiętnienie
W Jõhvi w 2005 r. został odsłonięty jego pomnik.